# Temporada 1951 de Fórmula 1
Resum dels resultats de la Fórmula 1 a la temporada 1951.

## Sistema de puntuació
S'adjudicaven punts als cinc primers llocs (8, 6, 4, 3, 2). Un punt per la volta més ràpida. Per al recompte final del campionat només es tenien en compte els quatre millors resultats dels vuit possibles. Els punts obtinguts per pilots que compartiren el cotxe eren repartits en parts iguals entre els pilots, sense importar el nombre de voltes en les que haguessin participat.

## Resultats
| Rnd | Carrera               | Data           | Circuit           | Pilot                 | Equip                      | Resultats |
| --- | --------------------- | -------------- | ----------------- | --------------------- | -------------------------- | --------- |
| 1   | Gran Premi de Suïssa  | 27 de maig     | Bremgarten        | Juan Manuel Fangio    | Alfa Romeo                 | Resultats |
| 2   | Indianapolis 500      | 30 de maig     | Indianàpolis      | Lee Wallard           | Kurtis Kraft - Offenhauser | Resultats |
| 3   | Gran Premi de Bèlgica | 17 de juny     | Spa-Francorchamps | Giuseppe Farina       | Alfa Romeo                 | Resultats |
| 4   | Gran Premi de França  | 1 de juliol    | Reims-Gueux       | Juan Manuel Fangio    | Alfa Romeo                 | Resultats |
| 5   | GP de G. Bretanya     | 14 de juliol   | Silverstone       | José Froilán González | Ferrari                    | Resultats |
| 6   | Gran Premi d'Alemanya | 29 de juliol   | Nürburgring       | Alberto Ascari        | Ferrari                    | Resultats |
| 7   | Gran Premi d'Itàlia   | 16 de setembre | Monza             | Alberto Ascari        | Ferrari                    | Resultats |
| 8   | Gran Premi d'Espanya  | 28 d'octubre   | Pedralbes         | Juan Manuel Fangio    | Alfa Romeo                 | Resultats |

## Posicions finals del Campionat de pilots de 1951
| Pos | Pilot                      | N° | País         | Punts/Punts totals | Victòries | Podis | Poles |
| --- | -------------------------- | -- | ------------ | ------------------ | --------- | ----- | ----- |
| 1   | Juan Manuel Fangio         | 22 | Argentina    | 31 (37)            | 3         | 5     | 3     |
| 2   | Alberto Ascari             | 2  | Itàlia       | 25 (28)            | 2         | 3     | 2     |
| 3   | José Froilán González      | 6  | Argentina    | 24 (27)            | 1         | 5     | 1     |
| 4   | Giuseppe Farina            | 20 | Itàlia       | 19 (22)            | 1         | 3     |       |
| 5   | Luigi Villoresi            | 4  | Itàlia       | 15 (18)            |           | 3     |       |
| 6   | Piero Taruffi              | 8  | Itàlia       | 10                 |           | 1     |       |
| 7   | Lee Wallard                | 99 | Estats Units | 9                  | 1         | 1     |       |
| 8   | Felice Bonetto             | 24 | Itàlia       | 7                  |           | 1     |       |
| 9   | Mike Nazaruk               | 83 | Estats Units | 6                  |           | 1     |       |
| 10  | Reg Parnell                | 30 | Regne Unit   | 5                  |           |       |       |
| 11  | Luigi Fagioli              | 8  | Itàlia       | 4                  |           |       | 1     |
| 12  | Andre Simon                | 16 | França       | 3                  |           |       |       |
| 13  | Andy Linden                | 57 | Estats Units | 3                  |           |       |       |
| 14  | Louis Rosier               | 28 | França       | 3                  |           |       |       |
| 15  | Consalvo Sanesi            | 3  | Itàlia       | 3                  |           |       |       |
| 16  | Manny Ayulo                | 9  | Estats Units | 2                  |           | 1     |       |
| 17  | Yves Giraud Cabantous      | 32 | França       | 2                  |           |       |       |
| 18  | Bobby Ball                 | 52 | Estats Units | 2                  |           |       |       |
| 19  | Jack McGrath               | 49 | Estats Units | 2                  |           |       |       |
| 20  | Toulo de Graffenried       | 26 | Suïssa       | 2                  |           |       |       |
| 21  | Mauri Rose                 | 16 | Estats Units |                    |           |       |       |
| 22  | Louis Chiron               | 30 | França       |                    |           |       |       |
| 23  | Onofre Marimon             | 50 | Argentina    |                    |           |       |       |
| 24  | Paco Godia                 | 44 | Espanya      |                    |           |       |       |
| 25  | Mack Hellings              | 19 | Estats Units |                    |           |       |       |
| 26  | Rodger Ward                | 48 | Estats Units |                    |           |       |       |
| 27  | Johnny McDowell            | 12 | Estats Units |                    |           |       |       |
| 28  | Walt Faulkner              | 2  | Estats Units |                    |           |       |       |
| 29  | Walt Brown                 | 44 | Estats Units |                    |           |       |       |
| 30  | Troy Ruttman               | 98 | Estats Units |                    |           |       |       |
| 31  | Tony Bettenhausen          | 5  | Estats Units |                    |           |       |       |
| 32  | Toni Branca                | 92 | Suïssa       |                    |           |       |       |
| 33  | Sam Hanks                  | 25 | Estats Units |                    |           |       |       |
| 34  | Rudi Fischer               | 91 | Suïssa       |                    |           |       |       |
| 35  | Paul Pietsch               | 78 | Alemanya     |                    |           |       |       |
| 36  | Robert Manzon              | 14 | França       |                    |           |       |       |
| 37  | Prince Bira                | 30 | Tailàndia    |                    |           |       |       |
| 38  | Pierre Levegh              | 22 | França       |                    |           |       |       |
| 39  | Philippe Étancelin         | 34 | França       |                    |           |       |       |
| 40  | Philip Fotheringham-Parker | 17 | Regne Unit   |                    |           |       |       |
| 41  | Peter Whitehead            | 16 | Regne Unit   |                    |           |       |       |
| 42  | Peter Walker               | 7  | Regne Unit   |                    |           |       |       |
| 43  | Stirling Moss              | 14 | Regne Unit   |                    |           |       |       |
| 44  | Carl Forberg               | 68 | Estats Units |                    |           |       |       |
| 45  | Duane Carter               | 27 | Estats Units |                    |           |       |       |
| 46  | David Murray               | 15 | Regne Unit   |                    |           |       |       |
| 47  | Cliff Griffith             | 23 | Estats Units |                    |           |       |       |
| 48  | Chuck Stevenson            | 8  | Estats Units |                    |           |       |       |
| 49  | Chico Landi                | 12 | Brasil       |                    |           |       |       |
| 50  | Chet Miller                | 32 | Estats Units |                    |           |       |       |
| 51  | Duke Dinsmore              | 6  | Estats Units |                    |           |       |       |
| 52  | Carl Scarborough           | 73 | Estats Units |                    |           |       |       |
| 53  | Bill Vukovich              | 81 | Estats Units |                    |           |       |       |
| 54  | Brian Shawe Taylor         | 9  | Regne Unit   |                    |           |       |       |
| 55  | Bob Gerard                 | 8  | Regne Unit   |                    |           |       |       |
| 56  | Bill Schindler             | 10 | Estats Units |                    |           |       |       |
| 57  | Andre Pilette              | 24 | Bèlgica      |                    |           |       |       |
| 58  | Aldo Gordini               | 36 | França       |                    |           |       |       |
| 59  | Johnny Claes               | 36 | Bèlgica      |                    |           |       |       |
| 60  | Maurice Trintignant        | 12 | França       |                    |           |       |       |
| 61  | Cecil Green                | 4  | Estats Units |                    |           |       |       |
| 62  | Harry Schell               | 20 | Estats Units |                    |           |       |       |
| 63  | Bill Mackey                | 71 | Estats Units |                    |           |       |       |
| 64  | Joe Kelly                  | 23 | Irlanda      |                    |           |       |       |
| 65  | Joe James                  | 26 | Estats Units |                    |           |       |       |
| 66  | Jimmy Davies               | 76 | Estats Units |                    |           |       |       |
| 67  | Jacques Swaters            | 28 | Bèlgica      |                    |           |       |       |
| 68  | Johnnie Parsons            | 3  | Estats Units |                    |           |       |       |
| 69  | Duke Nalon                 | 18 | Estats Units |                    |           |       | 1     |
| 70  | Henri Louveau              | 10 | França       |                    |           |       |       |
| 71  | Guy Mairesse               | 48 | França       |                    |           |       |       |
| 72  | Georges Grignard           | 38 | França       |                    |           |       |       |
| 73  | George Connor              | 22 | Estats Units |                    |           |       |       |
| 74  | George Abecassis           | 12 | Regne Unit   |                    |           |       |       |
| 75  | Gene Force                 | 69 | Estats Units |                    |           |       |       |
| 76  | Fred Agabashian            | 59 | Estats Units |                    |           |       |       |
| 77  | Franco Rol                 | 44 | Itàlia       |                    |           |       |       |
| 78  | Eugene Chaboud             | 44 | França       |                    |           |       |       |
| 79  | Duncan Hamilton            | 88 | Regne Unit   |                    |           |       |       |
| 80  | Henry Banks                | 1  | Estats Units |                    |           |       |       |